# Grb Jordana
Grb Jordana sastoji se od krune na vrhu i ogrtača s obje strane koji simbolizira kralja. Unutar grba nalaze se dvije zastave Jordana, orao koji stoji na globusu, štit, oružje, pšenica, palma i trake s natpisom na arapskom "Abdullah Bin Al Hussein, kralj hašemitske kraljevine Jordan, koji se nada uspjehu i pomoći od Boga".

## Također pogledajte
- Zastava Jordana